# Nicola Spieß
Nicola Andrea Spieß-Werdenigg, avstrijska alpska smučarka, * 29. julij 1958, Innsbruck, Avstrija.
Nastopila je na Olimpijskih igrah 1976, kjer je bila četrta v smuku, v slalomu pa je odstopila. V svetovnem pokalu je tekmovala pet sezon med letoma 1975 in 1979 ter dosegla štiri uvrstitve na stopničke, vse v smuku. V skupnem seštevku svetovnega pokala je bila najvišje na dvanajstem mestu leta 1976, ko je bila tudi tretja v smukaškem seštevku.